# The Mastermind
The Mastermind (dt. etwa: „Das Superhirn“) ist ein US-amerikanischer Spielfilm von Kelly Reichardt aus dem Jahr 2025. Der Heist-Movie handelt von einem gewagten Kunstraub im Jahr 1970 in Neuengland. In den Hauptrollen sind Josh O’Connor sowie Alana Haim und John Magaro zu sehen. Das Werk wurde im Mai beim Filmfestival von Cannes uraufgeführt.

## Handlung
Massachusetts im Jahr 1970: Der Tischler JB Mooney ist arbeitslos. Um wieder an Geld zu gelangen, plant er einen Kunstraub durchzuführen. Das kriminelle Unterfangen gilt als gewagt. In einer Zeit, in der die USA vor gewaltigen sozialen und politischen Umwälzungen stehen. Unter anderem wird über den Vietnamkrieg debattiert und eine Bewegung für Frauenrechte beginnt zu erstarken.

## Hintergrund

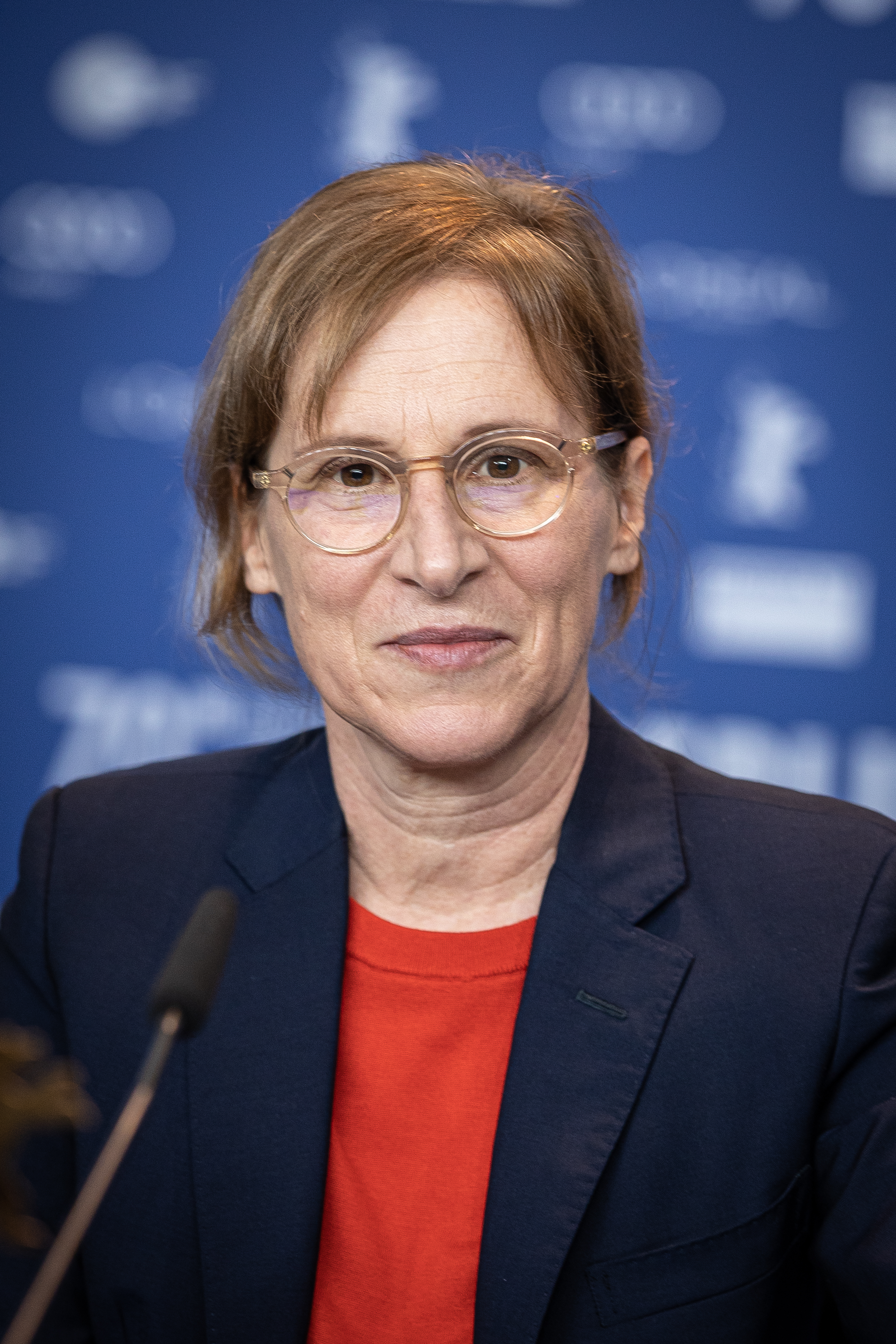
Kelly Reichardt (2020)

The Mastermind ist der neunte Spielfilm der preisgekrönten US-amerikanischen Regisseurin Kelly Reichardt, die auch für das Originaldrehbuch verantwortlich zeichnete. Für die Hauptrolle verpflichtete sie den britischen Schauspieler Josh O’Connor, der einen ähnliche Part bereits zuvor in der europäischen Koproduktion La chimera (2023) übernommen hatte.
Weitere tragende Rollen wurden mit Alana Haim, und John Magaro besetzt. Zum weiteren Schauspielensemble gehörten Hope Davis, Bill Camp, Gaby Hoffmann, Amanda Plummer, Eli Gelb, Cole Doman, Javion Allen, Matthew Maher und Rhenzy Feliz. Bis auf Magaro, der in Reichardts vorangegangenen beiden Spielfilmen First Cow (2019) und Showing Up (2022) besetzt wurde, arbeitete Reichardt mit allen anderen Darstellern das erste Mal zusammen.

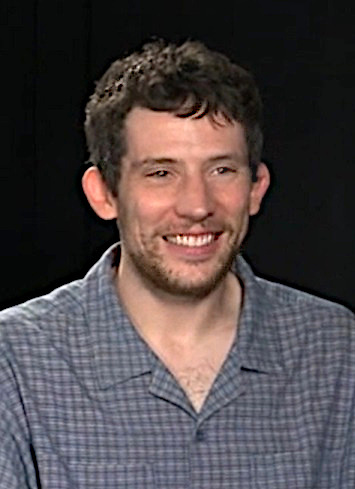
Josh O’Connor (2024)
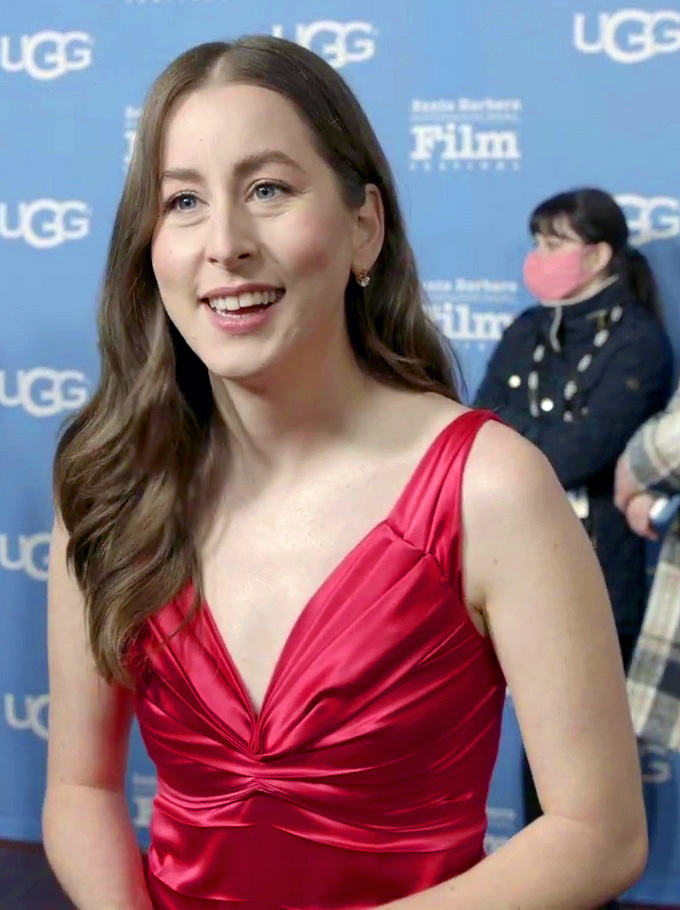
Alana Haim (2022)
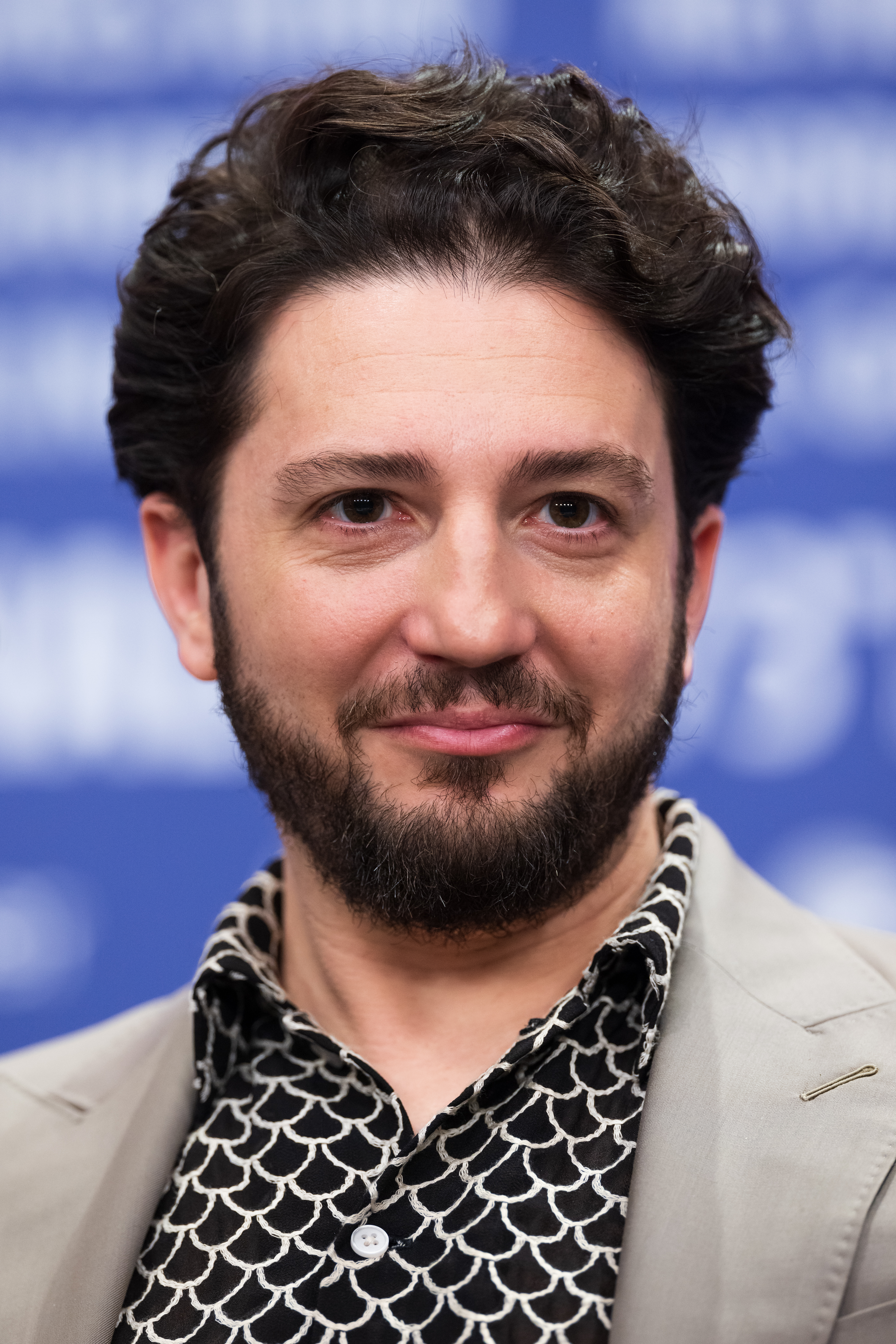
John Magaro (2023)
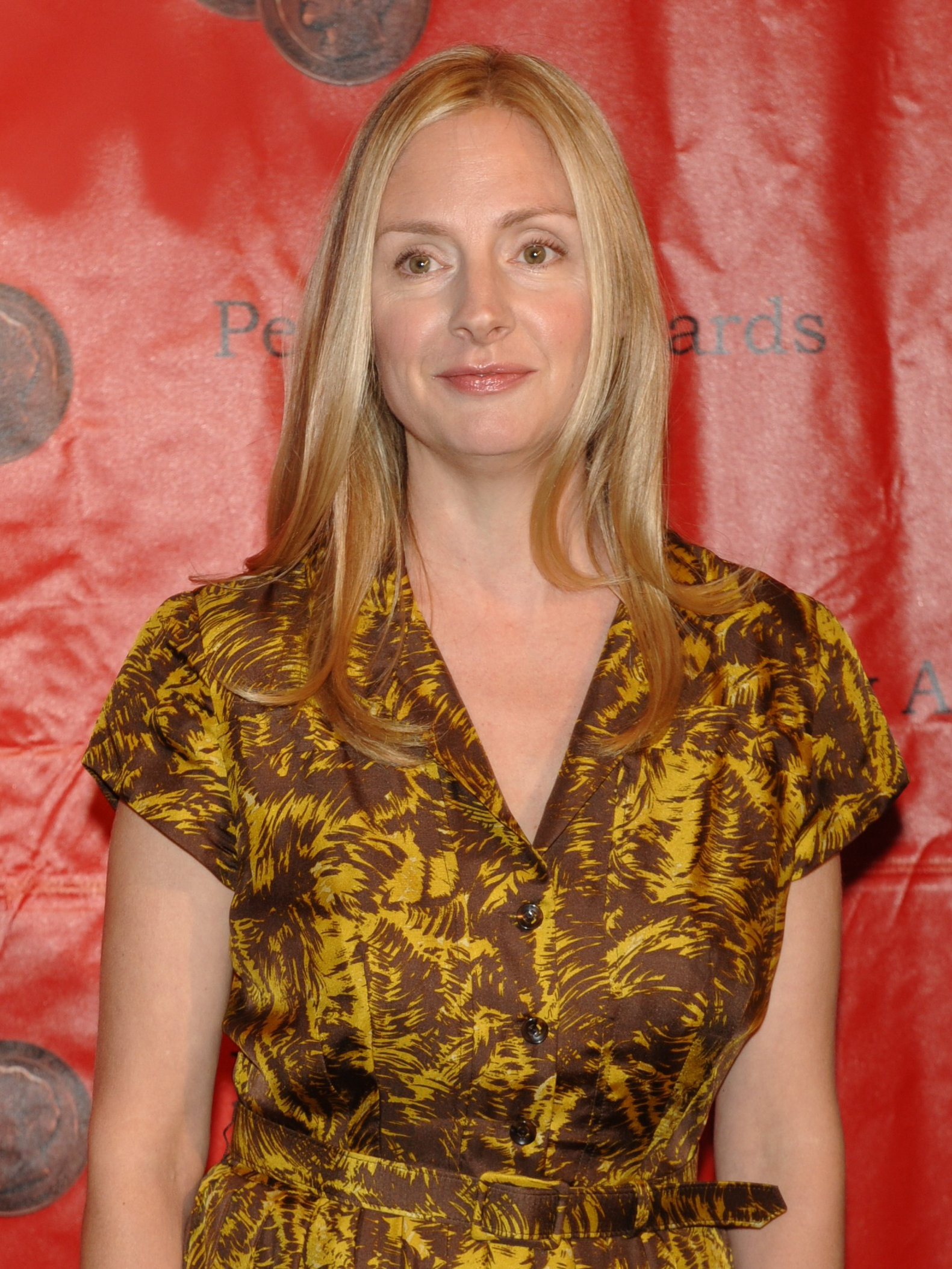
Hope Davis (2010)
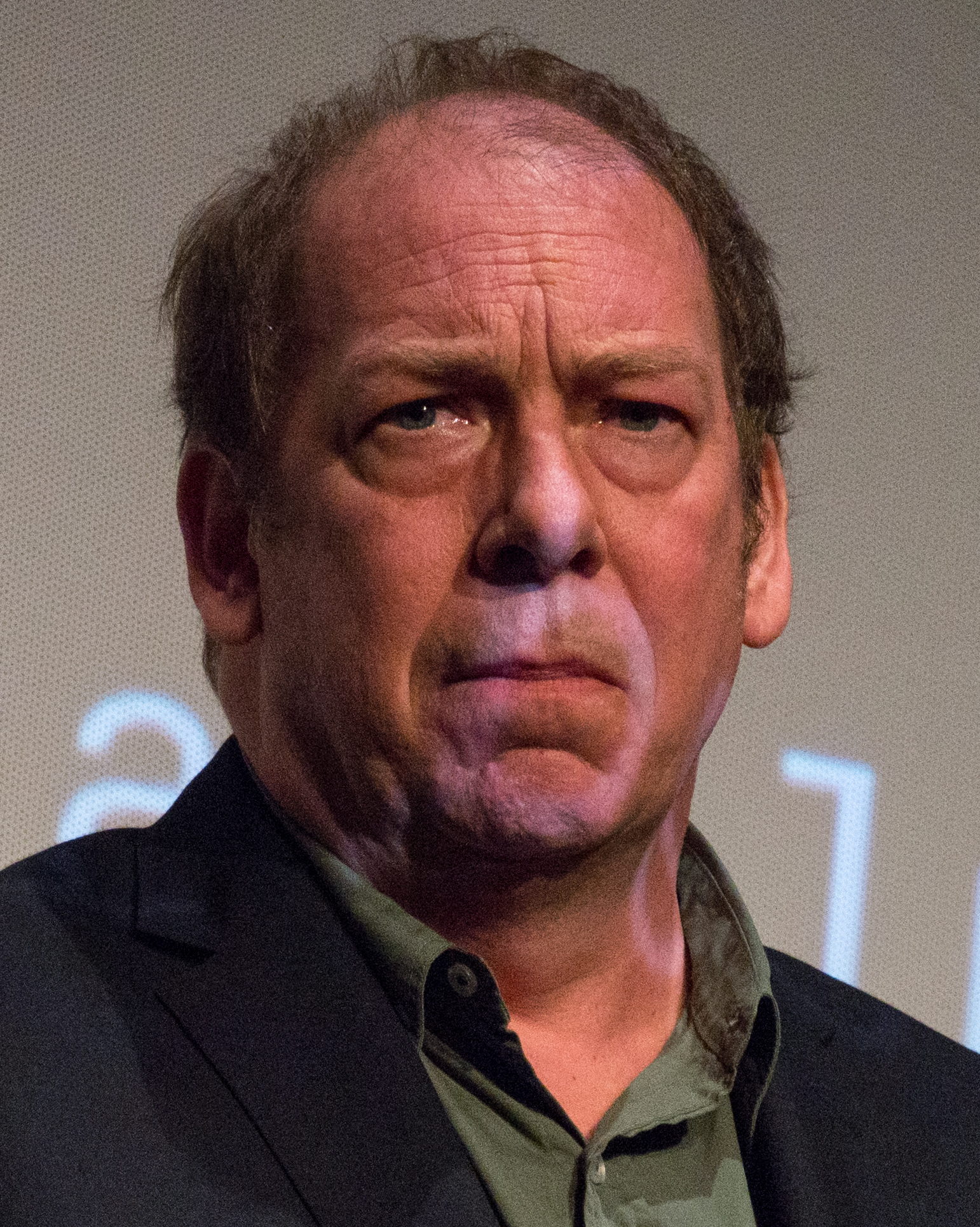
Bill Camp (2018)
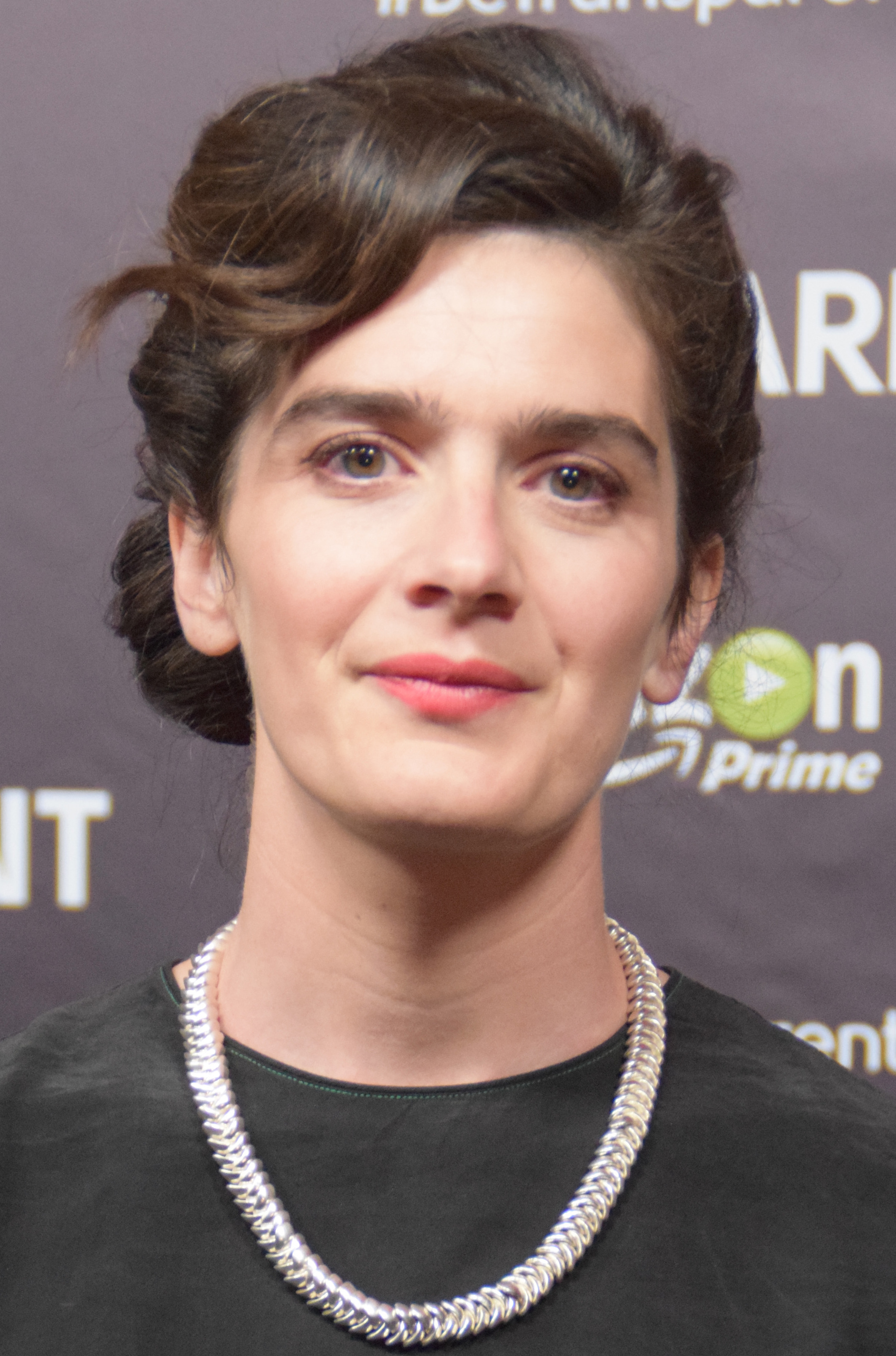
Gaby Hoffman (2015)

Die Vorproduktion begann ab Ende Juli 2024 in Ohio. Die eigentlichen Dreharbeiten waren von Mitte Oktober bis Ende November desselben Jahres angesetzt. Als Kameramann fungierte Christopher Blauvelt, seit Auf dem Weg nach Oregon (2010) Reichardts langjähriger Weggefährte.
Hinter dem Filmprojekt stehen die Produzenten Neil Kopp, Anish Savjani und Vincent Savino für Filmscience. Das Unternehmen hat seit Old Joy (2006) alle Spielfilme von Reichardt finanziell unterstützt. Mubi ist ebenfalls an der Finanzierung beteiligt. Der Streaminganbieter hatte bereits First Cow im Kino sowie online auf seiner Plattform vertrieben. Ebenfalls unterstützt wurde The Mastermind von der UTA Independent Film Group. Um die internationalen Verwertungsrechte kümmert sich das Unternehmen The Match Factory.

## Veröffentlichung und Rezeption
Die Weltpremiere von The Mastermind fand am 23. Mai 2025 als letzter Beitrag im Hauptwettbewerb des 78. Filmfestivals von Cannes statt. Im selben Jahr soll das Werk von Mubi veröffentlicht werden, dass sich die Rechte unter anderem für Nordamerika, das Vereinigte Königreich, Irland, Lateinamerika, Deutschland, Österreich, den Benelux-Ländern, die Türkei und Indien sicherte.
Noch bevor ein Kinostart publik wurde, zählte die Filmredaktion der Los Angeles Times Reichardts Regiearbeit Anfang Januar 2025 zu den „25 am meisten erwarteten Filmen“ des Jahres. Ebenso tat dies Didier Péron von der französischen Tageszeitung Libération und sah in The Mastermind einen „ernsthaften Kandidaten“ für den Wettbewerb des Filmfestivals von Cannes. Michael Kienzl vom deutschen Online-Portal Filmdienst mutmaßte, dass es sich beiThe Mastermind um „ein entschleunigtes Genrestück im Stil von Reichardts Night Moves (2013)“ handeln könnte.
Erste Standbilder aus der Film wurden Ende April 2025 veröffentlicht.

## Auszeichnungen
Für The Mastermind erhielt Kelly Reichardt nach 2022 ihre zweite Einladung in den Wettbewerb um die Goldene Palme des Filmfestivals von Cannes. Der Film blieb unprämiert.
| Festival      | Kategorie                   | Resultat  | Preisträger     |
| ------------- | --------------------------- | --------- | --------------- |
| Cannes (2025) | Goldene Palme – Bester Film | Nominiert | Kelly Reichardt |
| Sydney (2025) | Bester Film                 | Nominiert | Kelly Reichardt |